# Kabane
Kabane (jap. 姓) waren erbliche Standestitel im historischen Japan, die Rang und politischen Standort definierten. Es gab 24 solcher Titel im ursprünglichen System, nach der Reform von 684 noch acht.

## Kabane alter Zeit
Bei den Kabane handelt es sich um erbliche Standestitel, die den uji (Familienverbänden, Klans) zukamen. Diese waren nach Herkunft, Besitz oder Beruf ausgezeichnet. Sie wurden den Sippen- bzw. Familiennamen mit no verbunden nachgestellt.
Uji waren im Wesentlichen weitverzweigte Großfamilien bzw. -gruppen, die ihren Ursprung auf dieselbe Person (auch Kaiser) bzw. Kami zurückführten, oft mit eigenen Uji-spezifischen Namen, alle Angehörigen trugen jedoch dasselbe Kabane. Die Ursprünge dieses Klassifizierungssystem gehen in die japanische Frühzeit (4.–5. Jahrhundert) zurück. Es sind 24 verschiedene Kabane bekannt, wobei diese nicht in einer exakten Reihenfolge festgelegt waren. Verleihung (bzw. Erhöhung) erfolgte durch den Herrscher. Vereinzelt erfolgten Verleihungen auch an verdiente Einzelpersonen. Insgesamt war dieses System jedoch, besonders vor Einführung des Hofrangsystems (nach chinesischem Vorbild), zu unflexibel, da mit Verleihung eines Kabane Privilegien an die (teilweise sehr großen) Familienverbände, die gewisse erbliche Funktionen bei Hofe hatten, verbunden war. Die Klanoberhäupter kontrollierten gewisse, als -tomo oder -be bezeichnete, Berufsgruppen (Zünfte), die wohl einen Hintersassen-ähnlichen Status hatten.
Einige Ränge:
- Omi (臣): Hofadlige von Geblüt,
- Muraji (連): Hofadlige, Nachfahren der kami,
- Miyatsuko (造): Oberhäupter von Berufsgruppen, im Dienste des Tennō
- Kuni no miyatsuko (国造): Oberhäupter einer Provinz
- Kimi (公, kō),
- Kimi (君, kun),
- Atai (値) (Lesung auch atahi, atae)
- Fubito (史): Schreiber,
- Agatanushi (県主): Landadelige betraut mit der Verwaltung kaiserlicher Güter,
- Suguri (村主): Dorfschulzen, oft Einwanderer.

## Kabane ab 684
Unter Kaiser Temmu wurde mit Edikt vom 684/10/1 ein 8-stufiges Rangsystem festgelegt (八色の姓 yakusa no kabane; hasshō). Bereits in den Jahren zuvor war begonnen worden, einzelne Uji in entsprechende Kabane zu befördern. Zum Beispiel verlieh Temmu-tennō 680/81 an achtzehn individuelle Personen aus 14 Klans den Titel muraji. Die alten Kabane bestanden jedoch weiter, so keine Neueinordnung stattfand. Dies wirft einige Probleme bei der Zuordnung auf. Im Wesentlichen wurden die meisten alten kimi (公) in die höchste Klasse mahito überführt; omi, kimi (Schreibung kun) zu asomi. Viele obito, miyatsuko, kishi, atahi, fuhito, agatanushi usw. in das neue – im Rang niedrigere – vorläufig (680-1) zu muraji, einige dieser dann nach 684 zu sukune bzw. imiki, meist im muraji belassen. Die „alten“ – höherstehenden – muraji wurden meist sukune. Viele der einflussreichsten Uji, die ihren Ursprung auf Kami zurückführten (wofür es naturgemäß jedoch keine historischen Nachweise gibt), erhielten ebenfalls den Rang sukune. Verleihungen der unteren vier Ränge sind erst ab der Regierung Mommus (697–707) in den Annalen verzeichnet.
In späteren Zeiten wurden Kaisernachfahren, die in der Regel in der 5. Generation aus der kaiserlichen Familie „aussortiert“ wurden, d. h. ihnen wurden Familiennamen verliehen, zu mahito. Zusammenfassend bleibt zu sagen, dass die obersten beiden (neuen) Ränge, Nachkommen des kaiserlichen Hauses vorbehalten blieben.
Eine systematisch Neuklassifizierung aller Uji fand nicht statt. Eine genaue Aufschlüsselung der Genealogien erfolgte im Shinsen Shōjiroku des neunten Jahrhunderts, dabei wurden die einzelnen Uji in drei (grobe) Kategorien geschieden:
1. solche kaiserlichen Geblüts (皇別, kobetsu),
2. Nachfahren der kami (神別, shimbetsu),
3. Nachfahren von Einwanderern (shoban) oder unbestimmter Art (Mit Immigranten sind hier diejenigen, von der koreanischen Halbinsel ankommenden Träger der Zivilisation gemeint, die nach 450 kamen. Die aus den Invasoren von 369 hervorgegangenen herrschenden Klans (v. a. Soga, Ki, Kose, Heguri, Katsuragi) waren zu diesem Zeitpunkt schon japanisiert.)

### Rangfolge: Yakusa no Kabane
1. mabito (真人): 1. Rang für kaiserliche Verwandte (Nachfahren der 5. Generation oder später)
2. ason/asomi (朝臣): 2. Rang, dann für Personen vom 5. (Hof-)Rang aufwärts als ehrenvoller Beiname. (Lesung chōshin: dt. Höfling)
3. sukune (宿禰): Adlige aus Familien „göttlichen“ Ursprungs
4. imiki (忌寸): Fremdadel (z. B. Angehörige des Königshauses von Paekche, die 663-8 nach Wa (Japan) flohen)
5. michi no shi (道師): für Handwerker, Künstler usw.,  selten verliehen (Lesung dōshi: dt. Taoist, Moralist),
6. omi (臣): (mit Lesung: shin: dt. Vasall, Untertan)
7. muraji (連): (mit Lesung: tsurete: dt. Begleiter, Freund, Anhängsel)
8. inaki (稲置): unterster Rang (wörtlich: Reispflanzer)

Später wurden Rangerhöhungen für verdiente Familien durch Verleihung des Präfix O (dt. groß) gewährt.
Als sich später die Klans mehr und mehr in separate Familien auftrennten, kamen die Kabane langsam außer Gebrauch.

## Weblink
- Kabane und Hofrang